# Baba Rahman
Abdul Rahman Baba, ou somente Baba Rahman, (Tamale, 2 de julho de 1994) é um futebolista ganês que atua como lateral-esquerdo. Atualmente defende o PAOK.

## Carreira

### Inicio e Alemanha
Rahman começou sua carreira no Dreamz FC da Segunda divisão de Gana. Depois de performances impressionantes, ele foi então transferido por emprestado ao Asante Kotoko da Premier League de Gana por uma temporada. Jogou lá de 2011 até 2012, quando chamou atenção dos olheiros do Greuther Fürth, clube alemão que tinha acabado de subir para a Bundesliga.
Mesmo com uma temporada fraca do Greuther Fürth no Campeonato Alemão, em campanha que rebaixaria o time, Rahman conseguiu se destacar. Assim, em agosto de 2014 ele assinou contrato com Augsburg, outro clube alemão.

### Chelsea
No dia 16 de agosto de 2015 foi oficializada a sua transferência para o Chelsea, adquirido por 25 milhões de euros junto ao Augsburg.

### Schalke 04
No dia 1 de agosto de 2016, Rahman foi emprestado por um ano para o Schalke 04.

## Títulos
Gana
- Campeonato Africano das Nações: 2015 2º Lugar.